# العلاقات البليزية القبرصية
العلاقات البليزية القبرصية هي العلاقات الثنائية التي تجمع بين بليز وقبرص.

## مقارنة بين البلدين
هذه مقارنة عامة ومرجعية للدولتين:
| وجه المقارنة                                              | بليز         | قبرص                                                                 |
| --------------------------------------------------------- | ------------ | -------------------------------------------------------------------- |
| المساحة (كم2)                                             | 22.97 ألف    | 9.24 ألف                                                             |
| عدد السكان (نسمة)                                         | 374.68 ألف   | 1.14 مليون                                                           |
| الكثافة السكانية (ن./كم²)                                 | 16.31        | 123.38                                                               |
| العاصمة                                                   | بلموبان      | نيقوسيا                                                              |
| اللغة الرسمية                                             | لغة إنجليزية | اليونانية الحديثة، اللغة التركية، لغة يونانية                        |
| العملة                                                    | دولار بليزي  | يورو، جنيه قبرصي                                                     |
| الناتج المحلي الإجمالي (بليون دولار)                      | 1.84 مليار   | 21.65 مليار                                                          |
| الناتج المحلي الإجمالي (تعادل القوة الشرائية) بليون دولار | 3.05 مليار   | 26.73 مليار                                                          |
| الناتج المحلي الإجمالي الاسمي للفرد دولار أمريكي          | 4.88 ألف     | 23.24 ألف                                                            |
| الناتج المحلي الإجمالي للفرد دولار أمريكي                 | 8.42 ألف     | 30.24 ألف                                                            |
| مؤشر التنمية البشرية                                      | 0.715        | 0.850                                                                |
| رمز المكالمات الدولي                                      | +501         | +357                                                                 |
| رمز الإنترنت                                              | .bz          | .cy                                                                  |
| المنطقة الزمنية                                           | 00           | ت ع م+02:00، ت ع م+03:00، توقيت شرق أوروبا، توقيت شرق أوروبا الصيفي ‏ |

## منظمات دولية مشتركة
يشترك البلدان في عضوية مجموعة من المنظمات الدولية، منها:
| علم المنظمة | اسم المنظمة                        | تاريخ انضمام بليز | تاريخ انضمام قبرص |
| ----------- | ---------------------------------- | ----------------- | ----------------- |
|             | مؤسسة التنمية الدولية              | 19 مارس 1982      | 2 مارس 1962       |
|             | يونسكو                             | 10 مايو 1982      | 6 فبراير 1961     |
|             | مؤسسة التمويل الدولية              | 19 مارس 1982      | 2 مارس 1962       |
|             | منظمة حظر الأسلحة الكيميائية       | ?                 | ?                 |
|             | الأمم المتحدة                      | 25 سبتمبر 1981    | 20 سبتمبر 1960    |
|             | الاتحاد الدولي للاتصالات           | 16 ديسمبر 1981    | 24 أبريل 1961     |
|             | منظمة الشرطة الجنائية الدولية      | ?                 | ?                 |
|             | البنك الدولي للإنشاء والتعمير      | 19 مارس 1982      | 21 ديسمبر 1961    |
|             | الاتحاد البريدي العالمي            | ?                 | ?                 |
|             | وكالة ضمان الاستثمار متعدد الأطراف | 29 يونيو 1992     | 12 أبريل 1988     |
|             | منظمة التجارة العالمية             | ?                 | ?                 |
|             | الفريق المعني برصد الأرض           | ?                 | ?                 |
|             | دول الكومنولث                      | ?                 | ?                 |

## وصلات خارجية
- موقع وزارة الخارجية البليزية
- موقع وزارة الخارجية القبرصية